# Denise Scott Brown
Denise Scott Brown (3 oktober 1931) is een Amerikaanse architect, stedenbouwkundige, schrijver, docent en medeoprichter van het bureau Venturi, Scott Brown and Associates in Philadelphia. Denise Scott Brown en haar man en partner, Robert Venturi (1925-2018), worden tot de meest invloedrijke architecten van de 20e eeuw gerekend, zowel voor hun architectuur en stedenbouwkunde in de praktijk als in onderwijs en onderzoek.

## "Room at the top?"
In 1989 publiceerde Denise Scott Brown een essay getiteld "Room at the top? Sexism and the Star System in Architecture". Alhoewel Scott Brown het essay al schreef in 1975 besloot ze het toen niet te publiceren uit angst dat het invloed zou hebben op haar carrière. Het essay beschrijft haar worsteling erkend te worden als gelijkwaardig partner in het bureau en in de door mannen gedomineerde wereld van architectuur. Sinds die tijd heeft ze zich hard gemaakt voor vrouwen in architectuur en heeft zich meerdere malen uitgesproken over seksisme binnen het vak.